# Rund um den Henninger-Turm 2008
De 47e editie van de wielerwedstrijd Rund um den Henninger-Turm vond plaats op 1 mei 2008. De wedstrijd startte en finishte in Frankfurt am Main en was 179 kilometer lang. De wedstrijd maakte deel uit van de UCI Europe Tour, met de categorie 1.HC. De Nederlander Karsten Kroon won de wedstrijd voor de tweede maal in zijn carrière.

## Uitslag
| Plaats  | Naam             | Ploeg                                 | Tijd     |
| ------- | ---------------- | ------------------------------------- | -------- |
| Winnaar | Karsten Kroon    | CSC                                   | 4u25'36" |
| 2       | Davide Rebellin  | Gerolsteiner                          | z.t.     |
| 3       | Mauricio Ardila  | Rabobank                              | z.t.     |
| 4       | Fabian Wegmann   | Gerolsteiner                          | z.t.     |
| 5       | Christian Knees  | Milram                                | z.t.     |
| 6       | Nicholas Roche   | Crédit Agricole                       | z.t.     |
| 7       | Steffen Wesemann | Cycle Collstrop                       | z.t.     |
| 8       | Björn Glasner    | Kuota-Senges                          | + 3"     |
| 9       | Andy Schleck     | CSC                                   | + 4"     |
| 10      | Bert De Waele    | Landbouwkrediet-Tönissteiner          | + 1'10"  |
| 11      | Paul Martens     | Rabobank                              | z.t.     |
| 12      | Gerald Ciolek    | High Road                             | z.t.     |
| 13      | David Kopp       | Cycle Collstrop                       | z.t.     |
| 14      | Sven Renders     | Chocolade Jacques-Topsport Vlaanderen | z.t.     |
| 15      | Igor Abakoumov   | Mitsubishi-Jartazi                    | z.t.     |
| 16      | Cyril Dessel     | AG2R La Mondiale                      | z.t.     |
| 17      | Lars Bak         | CSC                                   | z.t.     |
| 18      | Robert Retschke  | Mapei Heizomat                        | z.t.     |
| 19      | Geert Steurs     | Silence-Lotto                         | z.t.     |
| 20      | Johan Coenen     | Chocolade Jacques-Topsport Vlaanderen | z.t.     |